# Music from the OC: Mix 2
Music from the OC: Mix 2 è una raccolta di canzoni tratte dalla colonna sonora della prima e seconda stagione della serie televisiva The O.C.. In Italia è uscita il 10 febbraio 2006 in versione standard e in versione speciale che include un libretto con la storia della serie e le foto dei principali personaggi.

## Tracce
1. Eels - Saturday Morning
2. Super Furry Animals - Hello Sunshine
3. The Killers - Smile Like You Mean It
4. Death Cab for Cutie - A Lack of Color
5. Interpol - Specialist
6. Patrick Park - Something Pretty
7. Dios Malos - You Got Me All Wrong
8. Nada Surf - If You Leave
9. The Thrills - Big Sur
10. The Walkmen - Little House of Savages
11. The Perishers - Trouble Sleeping
12. Jonathan Rice - So Sweet
13. Beulah - Popular Mechanics for Lovers
14. Keane - Walnut Tree
15. Jem - Maybe I'm Amazed
16. The Album Leaf - Eastern Glow